# Green (album Steve’a Hillage’a)
Green – czwarty album studyjny angielskiego gitarzysty sceny Canterbury Steve’a Hillage’a, wydany w 1978 roku nakładem wytwórni płytowej Virgin Records.

## Lista utworów
Opracowano na podstawie materiału źródłowego.
Wydanie LP:
Strona A
| 1. | "Sea Nature" (Steve Hillage, Miquette Giraudy) | 6:43  |
|    |                                                |       |
| 2. | "Ether Ships" (Hillage, Giraudy)               | 5:02  |
|    |                                                |       |
| 3. | "Musik of the Trees" (Hillage, Giraudy)        | 4:53  |
|    |                                                |       |
| 4. | "Palm Trees (Love Guitar)" (Hillage, Giraudy)  | 5:19  |
|    |                                                |       |
|    |                                                | 21:57 |
|    |                                                |       |
Strona B
| 5.  | "Unidentified (Flying Being)" (Hillage, Giraudy, Curtis Robertson)            | 4:30  |
|     |                                                                               |       |
| 6.  | "U.F.O. Over Paris" (Hillage, Giraudy, Robertson, Joe Blocker, Charles Bynum) | 3:11  |
|     |                                                                               |       |
| 7.  | "Leylines to Glassdom" (Hillage, Giraudy)                                     | 4:06  |
|     |                                                                               |       |
| 8.  | "Crystal City" (Hillage, Giraudy)                                             | 3:36  |
|     |                                                                               |       |
| 9.  | "Activation Meditation" (Hillage, Giraudy)                                    | 1:03  |
|     |                                                                               |       |
| 10. | "The Glorious Om Riff" (C.O.I.T.*, Hillage)                                   | 7:46  |
|     |                                                                               |       |
|     |                                                                               | 24:12 |
|     |                                                                               |       |
- C.O.I.T. = Compagnie d'Opera Invisible de Thibet (= Gong)

## Twórcy
Opracowano na podstawie materiału źródłowego.
Muzycy:
- Steve Hillage – gitara, syntezator gitarowy, syntezator Mooga, śpiew
- Miquette Giraudy – syntezatory, vocoder, śpiew
- Joe Blocker – perkusja, instrumenty perkusyjne
- Curtis Robertson – gitara basowa

Produkcja:
- Nick Mason, Steve Hillage – produkcja muzyczna
- John Wood – inżynieria dźwięku